# 猪子山トンネル
猪子山トンネル（いのこやまトンネル）は、広島県山県郡北広島町と島根県邑智郡邑南町を結ぶ浜田自動車道のトンネル。浜田自動車道で一番距離のあるトンネルである。

## 概要
猪子山の下を貫く。2007年（平成19年）現在、暫定2車線の対面通行として供用されている。

## 歴史
- 1991年（平成3年）12月7日：千代田JCT - 旭ICの開通と共に供用開始。

## 追記事項
- 島根県側ではスピードを落とすことを促す標識が設置されている。
- 広島県側ではトンネルの手前（大朝IC附近 - 寒曳山PA附近）で浜田道唯一のハイウェイラジオを聴取することができる。また、積雪・凍結によるスリップ事故対策としてチェーンベースが確保されている箇所がある。